# Історія української поліції
2 вересня 2015 Кабінет Міністрів України відповідно до Закону України «Про Національну поліцію» від 02.07.2015 № 580-VIII ухвалив рішення щодо створення центрального органу виконавчої влади — Національна поліція, яка підпорядковується Міністерству внутрішніх справ України.

Емблема Національної поліції України

Національна поліція України — державний правоохоронний орган, діяльність якого спрямована на реалізацію державної політики у сфері: захисту прав, свобод і законних інтересів громадян України, іноземних громадян, осіб без громадянства (надалі — громадян, осіб); захисту об'єктів права власності; протидії злочинності; охорони громадського порядку та забезпечення громадської безпеки. Складова частина єдиної централізованої системи Міністерства внутрішніх справ України. Включена до органів внутрішніх справ.
Поліція призначена для захисту життя, здоров'я, прав і свобод громадян України, іноземних громадян, осіб без громадянства; для протидії злочинності, охорони громадського порядку, власності та для забезпечення громадської безпеки. У межах своєї компетенції керівництво діяльністю поліції здійснюють Президент України безпосередньо або через Міністра внутрішніх справ, керівники територіальних органів Міністерства внутрішніх справ і керівники підрозділів поліції.
Міліція є рудиментом радянської епохи і означає «озброєне народне ополчення». Натомість поліція — це професійний державний орган, покликаний забезпечити правопорядок, уникаючи каральних функцій.
Про необхідність створення поліції в Україні почали говорити з моменту проголошення нею незалежності, проте справжні рішучі кроки в цьому напрямку почалися лише в 2014. Потрібно зазначити, що певні спроби в цьому напрямку були ще в 2012 році, проте вони не увінчалися успіхом оскільки тодішня влада не мала на меті перетворення міліції з репресивного інструменту влади в сервісну службу для населення, а натомість передбачала банальну зміну назви «міліція» на «поліція».

## Невдала спроба реформи поліції 2012 року
В липні 2012 року у Верховній Раді України був зареєстрований законопроєкт № 10688 «Про поліцію». Авторами були представники фракції Партії регіонів — Василь Грицак і Валерій Коновалюк.
Згідно з вимогами законопроєкту № 10688 працівники органів внутрішніх справ, які виявили бажання йти на службу до поліції, «підлягають позачерговій атестації в порядку та строки, визначені Міністерством внутрішніх справ України».
Для цього мають створити Департамент поліції, в складі якого будуть відповідні служби: кримінальної поліції, поліції громадської безпеки, транспортної поліції, досудового слідства, державної охорони, внутрішньої безпеки, забезпечення, експертно-криміналістичну, а також Українське бюро Інтерполу.
Як зазначено в першій статті проєкту закону, «поліція є системою озброєних правоохоронних органів держави». Вона (як, до речі, і міліція) призначена для «охорони та захисту прав, свобод та законних інтересів фізичних осіб, прав та інтересів юридичних осіб, інтересів держави та територіальних громад від протиправних посягань, боротьби зі злочинністю, а також охорони громадського порядку, власності та забезпечення громадської безпеки».
Автори аргументували доцільність прийняття законопроєкту необхідністю сформувати належну правову основу діяльності поліції в Україні відповідно до положень Конституції України, Закону «Про Загальнодержавну програму адаптації законодавства України до законодавства Європейського Союзу» та європейських стандартів.
Зокрема народний депутат Грицак, представляючи законопроєкт на засіданні Комітету, зазначив, що слово «поліція» за загальним підходом означає систему державних служб і органів, які виконують на професійній основі функції з охорони громадського порядку, боротьби зі злочинністю, тому слово «поліція» найбільш відповідає статусу і задачам того, органу, який сьогодні в Україні називається «міліція».
Втім, незважаючи на те, що законопроєкт був розроблений і представлений тодішньою правлячою більшістю, він застиг на стадії розгляду і не був прийнятий.

## Реформа української міліції в Національну поліцію (2014—2016)

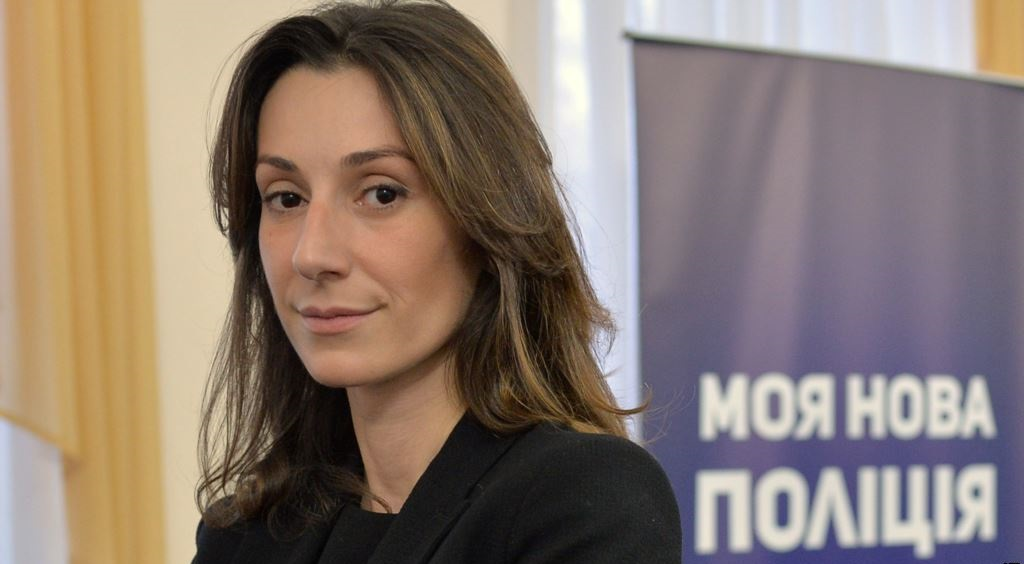
Ека Згуладзе, перша заступниця міністра внутрішніх справ України

Реформа Національної поліції України стала комплексним проєктом національного масштабу, в якому вперше поєднались тверда політична воля, нова професійна команда, нове законодавство, повноцінна підтримка міжнародних партнерів і рішуче прагнення населення до реальних змін.

### Підготовчий етап (2014 — 2015)
Навесні 2014 року серед експертів почалися розмови стосовно проведення реформ в силовому блоці. Після проведення виборів нової влади та формування складу законодавчих та виконавчих органів почався процес складних реформ, метою яких було викорінення корупції та беззаконня з судової та правоохоронної систем.
Для проведення якісних реформ владою прийнято рішення використати успішний досвід закордонних партнерів. Саме з цією метою Кабінет Міністрів України призначив Еку Згуладзе першою заступницею міністра внутрішніх справ, що зіграло значну роль в створенні і розвитку української поліції. Згуладзе була заступником міністра внутрішніх справ Грузії з 2005 до 2012 року в часи президента Міхеїла Саакашвілі й на цій посаді брала активну участь у радикальному реформуванні грузинських органів внутрішніх справ. Восени того ж року Міністр внутрішніх справ Арсен Аваков представив концепт майбутньої реформи Міністерства внутрішніх справ, в якій передбачалось створення Національної поліції як центрального органу виконавчої влади. Впродовж 2014—2015 років йшла активна робота над законом, який регулював би роботу поліції. Таких законів було підготовлено два, від президента та від уряду. Урядовий законопроєкт отримав назву «Про Національну поліцію», а його альтернатива підготовлена пропрезидентською більшістю «Про поліцію і поліцейську діяльність».
21 травня 2015 року Верховна Рада України підтримала в першому читанні законопроєкт № 2822 «Про Національну поліцію». За відповідне рішення проголосували 284 нардепи при 226 мінімально необхідних, тим самим Рада дала «зелене світло» Національній поліції.
Паралельно з підготовкою нормативної бази для майбутніх реформ здійснювалися конкретні кроки в цьому напрямку. 19 січня 2015 року МВС України оголосило першу реформу в правоохоронних органах — реформу ДАІ. Про це на брифінгу оголосила заступниця глави МВС Ека Згуладзе. Вона повідомила, що ДАІ буде повністю реорганізована, зі звільненням усіх співробітників, а натомість уже починається набір охочих у нову патрульну службу, в тому числі з числа співробітників ДАІ. В наступні шість місяців ішов підбір нових кадрів та їх підготовка. У підготовці нових патрульних поліцейських активно допомагали західні партнери. США направила своїх інструкторів з Каліфорнії та Огайо, які провели практичні та теоретичні заняття з новими майбутніми поліцейськими.
12 червня 2015 року в Національній академії внутрішніх справ міністр Арсен Аваков представив особовому складу майбутнього очільника Департаменту патрульної служби Олега Савчина та керівника патрульної служби Києва Олександра Фацевича.
2 липня 2015 року Верховна Рада проголосувала в другому читанні та в цілому законопроєкт 2822 «Проект Закону про Національну поліцію». «За» проголосували 278 народних депутатів. Цей законопроєкт визначає правові засади організації та діяльності Національної поліції України, статус поліцейських, а також порядок проходження служби в Національній поліції.

### Створення патрульної поліції (липень — листопад 2015)

Хронологія запровадження патрульної поліції в різних містах

У суботу, 4 липня 2015, на Софійській площі у Києві співробітники нової поліції склали присягу на вірність Україні. Начальник управління патрульної служби Києва Олександр Фацевич зачитав текст присяги. Після цього усі присутні на Софіївській площі виконали Гімн України. Президент України Петро Порошенко, який був присутній на заході, привітав патрульних й нагадав про відповідальність, покладену на них. Майже місяць патрульна поліція Києва працювала в тестовому режимі і показала гарні результати своєї роботи.
4 серпня Президент України Петро Порошенко підписав закон «Про національну поліцію», а вже 6 серпня закон був опублікований в парламентській газеті «Голос України». Закон набуває чинності через три місяці з дня, наступного після дня публікації, за винятком деяких положень. У частині про поліцейські підрозділи патрульної поліції в Києві цей закон набуває чинності з дня його публікації. У частині про поліцейські підрозділи в Одесі і Львові закон набуває чинності з 20 серпня 2015 року.
23 серпня 2015 року, на площі Ринок у Львові, склали присягу співробітники патрульної поліції Львова. Текст присяги зачитав начальник управління патрульної служби Львова Юрій Золуля. Міністр внутрішніх справ України Арсен Аваков закликав львів'ян підтримати поліцейських. Серед тих, хто приймав присягу, була Ірина Кульчицька — невістка загиблого Героя України генерал-майора Національної гвардії Сергія Кульчицького.
25 серпня 2015 року, в Одесі, працівники патрульної поліції склали присягу. За словами начальника патрульної поліції Одеси Богдана Федуна, сьогодні в Одесі на перше патрулювання вийде 400 поліцейських. Патрульні будуть нести службу у складі нарядів. Щодня на службу будуть заступати близько 45 автопатрулів, а також піші патрулі. Загальна кількість патрульних, які будуть забезпечувати правопорядок у Одесі, становитиме близько 800 працівників.
2 вересня 2015 року Кабінет Міністрів України своєю постановою № 641 створив центральний орган виконавчої влади — Національну поліцію України, яка підпорядковується Міністерству внутрішніх справ України. Про це розповів Прем'єр-міністр України Арсеній Яценюк на засіданні Уряду, а також доручив Міністерству фінансів України невідкладно пропрацювати зміни до Закону України «Про державний бюджет» на поточний рік та проєкт закону 2016-го для забезпечення фінансування реформування правоохоронної системи, і, в першу чергу — створення Національної поліції.
23 вересня 2015 Міністерство внутрішніх справ розпочало другу програму по запровадженню роботи поліцейських не тільки у великих містах, але й в маленьких містечках і селах. Це програма «українського шерифа», наголосив прем'єр-міністр України Арсеній Яценюк на виїзному засіданні уряду в Полтаві.
Так, повідомляється, що на місце дільничної міліції прийдуть нові поліцейські — не тільки в новій формі, на нових автомобілях, але в першу чергу з новим тренуванням, з новою філософією, новою політикою відношення до кожного громадянина.
26 вересня 2015 року у Харкові 800 патрульних поліцейських склали присягу на вірність українському народу. 27 з них пройшли службу в зоні АТО. На одне місце патрульного претендували 11 людей. Протягом десяти тижнів вони проходили підготовку на базі Харківського національного університету внутрішніх справ. Їх навчали найкращі тренери України, Канади і США. За два місяці ще 200 поліцейських приєднаються до своїх колег.
Після прийняття присяги поліцейськими в Харкові міністр внутрішніх справ України Арсен Аваков заявив про те, що добровольчі батальйони інтегрують в нові поліцейські та гвардійські підрозділи. Багато бійців виявило бажання працювати в патрульній поліції, КОРД, а також в Нацгвардії де також створюються нові підрозділи. Він також зазначив, що спеціальні підрозділи міліції будуть перетворені в спеціальні поліцейські підрозділи. Спеціальні підрозділи поліції залишаться до тих пір, поки ворог біля воріт, і поки буде потрібна спеціальна поліція для підтримки правопорядку на фронті і прифронтових територіях.
З 6 жовтня 2015 року в аеропорту «Бориспіль» почала працювати нова патрульна поліція. 80 поліцейських, які працюватимуть у чотири зміни — по 20 правоохоронців у кожній, будуть виконувати завдання з охорони громадського порядку в терміналі Д, на привокзальній площі та на трасі Київ — Бориспіль.
9 жовтня 2015 року в Україні заступила на службу дорожня патрульна поліція. Вперше ділянку міжнародної траси М-06 (Е-40) «Київ-Чоп» між Києвом і Житомиром цілодобово патрулюватимуть 6 екіпажів дорожньої патрульної поліції (12 поліцейських). Основні завдання дорожньої поліції — профілактика ДТП і допомога людям.
Також цього дня 800 патрульних Києва отримали свої перші офіцерські погони. Урочиста церемонія відбулася 9 жовтня на території Управління патрульної служби м. Києва. Погони 22 командирам поліцейських рот вручив міністр внутрішніх справ України Арсен Аваков). Кабінет Міністрів України своєю постановою від 13 жовтня 2015 року № 834 створив у регіонах структурні підрозділи поліції охорони як територіальні органи Національної поліції, а також ліквідував низку територіальних органів МВС. Згідно з цією постановою, як територіальні органи Національної поліції створені Департамент поліції охорони як міжрегіональний територіальний орган Національної поліції; Відділ поліції охорони об'єктів стратегічного значення, а також управління поліції охорони в областях, Києві, Автономній Республіці Крим і м. Севастополі, Криворізький міський відділ Управління поліції охорони в Дніпропетровській області, Маріупольський міжрайонний відділ Управління поліції охорони в Донецькій області, а також Управління поліції охорони з фізичної безпеки в м. Києві.

### Утворення Національної поліції як центрального органу виконавчої влади
4 листопада 2015 року на позачерговому засіданні Кабінету міністрів за поданням міністра МВС Арсена Авакова було призначено начальницею Національної поліції Хатію Деканоїдзе.
7 листопада 2015 року набули чинності Закон України «Про Національну поліцію» і Положення про Національну поліцію, затверджене Постановою КМУ 28 жовтня 2015 року. З цього дня міліція в Україні офіційно припинила своє існування.
8 лютого 2017 [Архівовано 16 жовтня 2018 у Wayback Machine.] року Кабінет Міністрів призначив Головою Національної поліції України Сергія Князєва.

#### Групи швидкого реагування
3 лютого 2016 року розпочала роботу патрульна поліція у Білій Церкві на Київщині. Присягу склали понад 140 патрульних поліцейських, більшість з яких складають колишні працівники міліції, що пройшли переатестацію.
У місті цілодобово працюватимуть 12 груп реагування патрульної поліції, кожна з яких нестиме службу на одній з дванадцяти дільниць. До складу кожної групи входить інспектор поліції і патрульний поліцейський. Завданнями групи реагування визначено: оперативне прибуття на місце події, затримання зловмисника, встановлення і опитування можливих свідків події, охорона місця події до прибуття основної слідчо-оперативної групи. По місту цей час складатиме до 7 хвилин, а в сільській місцевості — до 20 хвилин. Впровадження подібної системи триває на території Київської, Харківської та Львівської областей.
3 серпня 2016 року у Волинській області розпочали роботу групи швидкого реагування патрульної поліції. Волинська область стала п'ятою після Київської, Львівської, Харківської та Хмельницької, де реалізується стратегія створення нової поліцейської системи сервісу і безпеки в сільській місцевості та для невеликих міст і селищ.
Територію області, яка розділена на зони забезпечення правопорядку будуть цілодобово патрулювати 38 груп швидкого реагування. Всього до складу підрозділів реагування входять 508 співробітників.
У кожній групі — по двоє поліцейських. Автомобілі оснащені сучасними засобами зв'язку, в тому числі — планшетними ПК, за допомогою яких співробітники мають можливість оперативно отримувати інформацію з електронних баз даних Національної поліції та МВС. Групи будуть нести чергування в цілодобовому режимі — 4 зміни по 12 годин кожна.
патрульні поліцейські будуть виконувати частину функцій, які раніше були закріплені за дільничними інспекторами, працівниками поліції у справах дітей, а також забезпечувати безпеку дорожнього руху.
Так, патрульні будуть проводити профілактичну роботу з особами, які перебувають на адміністративному обліку, надавати допомогу населенню, здійснювати ювенальну превенції і комунікацію з територіальними громадами.

#### Річкова патрульна поліція
19 квітня річкова патрульна поліція розпочала роботу у м. Черкаси та прилеглих селах. У її складі працюють 42 поліцейських, які оснащені позашляховиками «RENAULT DUSTER» для патрулювання прибережної зони, і швидкохідних катерів для контролю над акваторією Дніпра. Межами патрулювання є прибережна захисна смуга і пляжна зона міста Черкаси, села Червона Слобода і села Свидівок Черкаського району Черкаської області. На період нересту риби — територія патрулювання розширена уздовж прибережної захисної смуги від села Кедина Гора Золотоніського району до села Васютинці Чорнобаївського району і від села Свидівок Черкаського району до села Сагунівка Черкаського району Черкаської області.
8 серпня 2016 року у Вишгороді на Київщині розпочала роботу група реагування патрульної поліції на воді. Відтепер на території Київського водосховища та прилеглих річках столичного регіону діятиме патрульний мобільний наряд на воді. У цілодобовому режимі поліцейські здійснюватимуть превенцію на водних просторах Київської області.

#### Групи швидкого реагування патрульної поліції
20 серпня 2016 року голова Національної поліції України Хатія Деканоідзе повідомила про те, що у Києві з'являться групи швидкого реагування патрульної поліції. Це буде посилений патруль, який буде надавати допомогу звичайним патрулям під час викликів. Співробітники цього посиленого патруля матимуть посилену тактичну підготовку. Допомогу у підготовці інструкторів для груп швидкого реагування надали представники поліції Хьюстона, посольства США та проєкту технічної допомоги ІСІТАР.
За словами голови Національної поліції України, під час набору кандидатів до патрульної поліції їх також відбиратимуть і для посиленого патруля. У Києві близько 600 чоловік входитимуть до груп швидкого реагування, так званих «тактичних груп». Вони допомагатимуть патрульним, а також будуть задіяні на громадських заходах.

### Формування мережі поліцейських станцій

#### Тернопільська область
На початку березня 2016 року в смт Золотий Потік Бучацького району Тернопільської області відкрили першу в Україні поліцейську станцію, на якій працюватиме шість поліцейських. Поліцейська станція обладнана оргтехнікою, зв'язком і транспортом
14 березня 2016 року другу поліцейську станцію відкрили у селищі Вишневець Збаразького району. Служитимуть у цій поліцейській станції семеро колишніх міліціонерів, які працюватимуть по двоє у три зміни, щоб забезпечити надання послуг населенню цілодобово.
У квітні 2016 року було відкрито поліцейську станцію у містечку Почаїв Кременецького району. Вона обслуговуватиме територію 27 довколишніх сіл. На базі станції діятиме група швидкого реагування. На станції нестимуть службу восьмеро правоохоронців: оперативний працівник та дільничні інспектори. Буде також сформована група швидкого реагування, яка цілодобово виїжджатиме за повідомленнями та зверненнями громадян. Таким чином Почаїв став третім містом у Тернопільській області, у якому розпочала діяти станція поліції.

#### Волинська область
3 серпня 2016 року у селі Боратин Луцького району відбулося відкриття оновленої поліцейської дільниці. У заході взяли участь заступник Голови Національної поліції України Олександр Фацевич, начальник Департаменту превентивної діяльності Нацполіції України Ігор Бабич, керівник ГУНП у Волинській області Петро Шпига, представники обласної та місцевої влади.
Основне призначення територіальної поліцейської дільниці — місце для постійної дислокації груп реагування патрульної поліції. На дільниці працюватимуть 2 працівники ГРПП та дільничні офіцери поліції, які обслуговують дану територію. У приміщенні дільниці обладнано службовий кабінет та кімнату для відпочинку поліцейських.
Поліцейська дільниця у селі Боратин Луцького району обслуговуватиме 18 населених пунктів, у яких проживає близько 25 тисяч мешканців.

### Створення кіберполіції
5 листопада 2015 року була створена нова Кіберполіція, як структурний підрозділ Національної поліції. Метою створення Кіберполіції в Україні було реформування та розвиток підрозділів МВС України, що забезпечило підготовку та функціонування висококваліфікованих фахівців в експертних, оперативних та слідчих підрозділах поліції, задіяних у протидії кіберзлочинності, та здатних застосовувати на високому професійному рівні новітні технології в оперативно-службовій діяльності.

## Розвиток Нацполіції у 2017 — 2019 роках
1. Створено нову систему реагування на кримінальні правопорушення та інші події. Система включає в себе єдині контактні центри «102» та новостворену службу диспетчерів. Завдяки цьому час реагування поліції на повідомлення скоротився з декількох годин до 7 хвилин в обласних центрах та 20 хвилин в районних центрах держави.
2. Створено мережу ситуаційних центрів, де аналізується поточна криміногенна ситуація, а у випадку її ускладнення напрацьовуються відповідні заходи реагування, централізовано обробляється відеоінформація, яка надходить з камер відеоспостереження. Крім цього, на базі ситуаційних центрів створено зали кризового реагування, в яких організовується координація та управління силами і засобами поліції, роботи з розкриття тяжких та особливо тяжких злочинів. Відтак, перегляд застарілих форм проведення спецоперацій дозволив в рази підвищити їх ефективність. До прикладу, у 2018 році план «Сирена» вводилася 66 разів, з яких кожна 3 ефективна, а поліцейські операції «Грім» та «Заручник» мають майже 100 % результат.
3. Запроваджено комплексну систему відеоспостереження. За ініціативи Нацполу в регіонах розвивається потужна система відеонагляду. Ситуаційні центри активно використовують відеоінформацію з понад 16,4 тис. камер відеоспостереження, з яких майже 1,1 тис. з системою відеоаналітики, що дозволяє розпізнавати обличчя та державні номерні знаки транспортних засобів.
4. Продовжується розвиток патрульної поліції.  На даний час патрульна поліція функціонує у 38 населених пунктах України, а також  на автошляхах державного і міжнародного значення загальною протяжністю понад 6,3 тис. км. зараз вже охоплює 23 області та 6300 км доріг.
5. З метою підвищення ефективності боротьби з вуличною злочинністю сформовано тактичні групи патрульної поліції, які допомагатимуть звичайним патрульним в екстрених ситуаціях.
6. Повна ліквідація ДАІ(державтоінспекції) та впровадження груп реагування патрульної поліції. В усіх районах і містах, де не функціонує патрульна поліція, впроваджено групи реагування патрульної поліції, які, під керівництвом диспетчерів, здійснюють своєчасне реагування на заяви й повідомлення про вчинені правопорушення та інші події. Крім цього, працівники, що входять до складу ГРПП, забезпечують реалізацію принципу community policing, а також здійснюють інші превентивні заходи (адміннагляд, забезпечення безпеки дорожнього руху тощо).
7. В окремих районах створено мобільні групи поліції із реагування на факти вчинення домашнього насильства (ПОЛІНА). У 2017 році почали працювати три мобільні групи у Дарницькому районі Києва, Маліновському районі Одеси та у м. Сєвєродонецьк Луганської області. У 2018 році було проведено аналіз роботи наявних груп та розрахунки з розширення їх мережі. Визначено необхідність створення додатково ще 42 мобільних груп для роботи в усіх обласних центрах України, а також містах Бердянськ Запорізької області, Біла Церква Київської області та місті Краматорськ Донецької області.
8. Удосконалено роботу з охорони громадського порядку під час проведення масових заходів. У діяльність органів та підрозділів Національної поліції запроваджено «скандинавську модель» забезпечення громадського порядку, зокрема під час проведення масових заходів. У рамках її впровадження реалізується проєкт «Поліція діалогу», який передбачає створення груп комунікації (групи «перемовників»). На теперішній час групи комунікацій залучаються під час проведення масових заходів в усіх регіонах держави.
9. Започатковано роботу підрозділів спеціального призначення КОРД — єдиного і універсального підрозділу поліції для надання силової підтримки та проведення спеціальних операцій у кожному регіоні держави.
10. Реформовано Департамент протидії наркозлочинності НПУ. «Враховуючи європейський досвід у боротьбі з наркозлочинами, необхідно змінювати підходи до роботи Департаменту протидії наркозлочинам. Перший крок до оздоровлення цього підрозділу зробили на початку року, призначивши на посади у цьому підрозділі рядових патрульних поліцейських та працівників Департаменту внутрішньої безпеки», — повідомив [Архівовано 14 лютого 2019 у Wayback Machine.] Голова Національної поліції України Сергій Князєв.
11. Створено Департамент стратегічних розслідувань, пріоритетом діяльності якого визначено протидію суспільно небезпечним організованим групам та злочинним організаціям, а також перешкоджання росту активності представників організованого криміналітету, так званих «злодіїв в законі», кримінальних авторитетів тощо.
12. Створено Управління організації діяльності підрозділів поліції на воді та повітряної підтримки, у функції якого входить координація роботи поліцейських підрозділів на воді, груп з використання безпілотних літальних апаратів та впровадження в діяльність поліції гелікоптерів.
13. Створено Управління кримінального аналізу, основними завданнями якого є проведення, організація та координація інформаційно-пошукової та аналітичної роботи, спрямованої на збір, оцінку, аналіз та реалізацію інформації, оцінювання ризиків, а також використання її для забезпечення виконання функцій, покладених на поліцію.
14. Створено Академію патрульної поліції, основними завданнями якої є проведення первинної професійної підготовки поліцейських, яких вперше прийнято на службу до поліції на посади поліцейських (інспекторів) патрульної поліції, підвищення кваліфікації і спеціалізації молодшого складу, а також проведення окремих форм службової підготовки патрульних.
15. Створено Департамент оперативної підтримки. Основною функцією Департаменту є виявлення прихованих злочинних процесів та явищ, які посягають на публічну безпеку та правопорядок, а також координація у взаємодії з цього напрямку як з підрозділами Національної поліції, так й інших органів виконавчої влади.
16. Розпочато створення служби детективів, з метою впровадження у діяльність поліції універсальної служби детективів, яка об'єднає у собі функції оперативних та слідчих підрозділів. Зазначене зменшить навантаження на слідчих, підвищить якість досудового розслідування, передусім тяжких та особливо тяжких злочинів, а також спростить процедуру досудового розслідування шляхом запровадження інституту дізнання.
17.З урахуванням міжнародного досвіду розроблено та затверджено наказом НПУ від 07.05.2018 № 449 нові критерії оцінки діяльності органів і підрозділів поліції, а саме: рівень довіри населення до поліції (основний критерій); результати внутрішнього опитування поліцейських щодо рівня задоволення службою, їх мотивації та управлінської діяльності керівництва; результативність та ефективність діяльності органів і підрозділів поліції щодо виконання пріоритетів, визначених Планом основних заходів на відповідний рік.
18. Зміцнено позиції української поліції і на міжнародній арені. З одного до трьох поліцейських збільшено кількість представників Нацполіції України у Генеральному секретаріаті Інтерполу. Тривають перемовини щодо призначення представника НПУ до Глобального комплексу інновацій Інтерполу у Сінгапурі. У Гаазі в штаб-квартирі Європолу розпочав роботу представник НПУ та тривають перемовини щодо збільшення представництва до трьох поліцейських. 24 працівники Національної поліції України беруть участь у трьох миротворчих місіях: на Кіпрі, у Республіці Південний Судан та Косово.
19. Із 1 січня 2019 року грошове забезпечення поліцейських зросло до 30 % у порівнянні з минулим роком.
У 2016 році середня заробітна плата поліцейського складала 5 000 грн, у 2017 році — 6 050 грн., у 2018 році — 9 400 грн. На сьогодні середній розмір грошового забезпечення поліцейського  збільшився до 12 200 грн.
20. Запущено Програму соціального житло для поліцейських. 14 листопада 2018 року Кабмін схвалив програму надання поліцейським і рятувальникам житла на умовах фінансового лізингу. Згідно з програмою, строк фінансового лізингу становитиме від двох до 20 років. Держава компенсуватиме 30–40 % лізингових платежів, а також усі витрати на обслуговування договору лізингу. Програма щодо забезпечення житлом поліцейських і рятувальників уже почала діяти, одержано понад 5 тис. заявок. Станом на вересень 2019 року Державною іпотечною установою поліцейським надано 300 квартир. Ще 300 квартир перебувають на стадії оформлення. Загалом у 2019 році заплановано передати ключі від нових квартир 1100 поліцейським з їх родинами.
21. Травень 2019 — старт проєкту поліцейський офіцер громади. Перший урочистий випуск 34 дільничних офіцерів громад, які працюватимуть на Дніпропетровщині, відбувся 28 травня у Києві на Софійській площі.
Мета проєкту — забезпечити кожну територіальну громаду офіцером, який живе та працює на території громади. Основними цілями є побудова сталої співпраці з громадою для створення спільного безпечного середовища, інтеграція поліції у суспільство, задоволення безпекових потреб громадян, залучення до партнерства усіх зацікавлених сторін, ефективне та консолідоване вирішення локальних проблем громади, оцінка роботи поліції на основі дослідження рівня задоволеності громадян. Проєктом заплановано охопити майже 30 тисяч населених пунктів, у яких проживає 27,5 млн громадян.

## Національна поліція під час російсько-української війни в 2022 — 2025 роках
З початком повномасштабної війни від 24 лютого 2022 року працівники поліції займаються безліччю справ — від звичного для них підтримання суспільного порядку до евакуації мирного населення з зони боїв, виявлення диверсантів та розслідування військових злочинів росіян. За сто днів війни поліцією відкрито більше 3,2 тис. кримінальних проваджень стосовно більше 4,1 тис. безвісти зниклих цивільних осіб, які знаходяться в розшуку. Від початку квітня 2022 року в Нацполіції діє телефон гарячої лінії, куди звертаються громадяни, які втратили зв’язок з рідними, своїми знайомими. Загалом таких звернень було 7000 щодо 3000 осіб, які зникли безвісти (живими знайшли 675 громадян).
Перший заступник міністра внутрішніх справ Євгеній Єнін розповів, що у відомстві нарахували не більше декількох сотень зрадників в понад 130-тисячному колективі Національної поліції України. Правоохоронців, які після наказу керівництва не виїхали з окупованих територій, звільнили з Нацполіції. Тих, хто зміг вийти з окупації, ретельно перевірили з використанням поліграфу.
5 березня 2022 року Владислав Пастухов — поліцейський карного розшуку з Херсона, який залишився в окупованому місті та разом з усіма виходив на протести проти окупації України російськими-терористичними військами, з українським прапором на ходу застрибнув на ворожий БТР. Для більшості українців цей вчинок став одним із символів спротиву українського народу російській окупації.
11 червня 2022 року з метою виконання бойових (спеціальних) завдань у взаємодії з підрозділами Міністерства оборони України, Національної гвардії України, Державної прикордонної служби України та іншими складовими сил оборони з відсічі і стримування збройної агресії російської федерації, забезпечення своєчасного реагування на зміни в оперативній обстановці було розгорнуто роботу Управління сил поліцейських операцій в складі оперативно-стратегічного угруповання військ «Хортиця». Під керівництво вказаного вище управління увійшли полки «Київ» та «Дніпро-1», а також батальони «Миротворець» та «Львів».
13 січня 2023 року Кабінет Міністрів України ліквідував як юридичну особу публічного права Департамент боротьби з наркозлочинністю Національної поліції України. Національній поліції доручено забезпечити здійснення функцій і повноважень департаменту, що ліквідується.
В той же день Кабінет Міністрів утворив як юридичну особу публічного права міжрегіональний територіальний орган Національної поліції — Департамент поліції особливого призначення «Об’єднана штурмова бригада Національної поліції України «Лють». Представник уряду у Верховній раді України Тарас Мельничук зазначив, що спецпідрозділ дозволить забезпечити швидке й ефективне виконання поліцією – як складової сил безпеки і сил оборони – завдань і повноважень, які спрямовані на зміцнення національної безпеки України.
Станом на лютий 2024 року до складу ОШБ НПУ «Лють» входять полки «Цунамі», «Сафарі», «Луганськ», «Дніпро-1», а також батальйони «Миротворець», «Скіф», «Захід», «Тавр» і рота спецоперацій «Еней», що робить її однією з найбільших бригад серед Сил оборони України. Бійці цього воєнізованого підрозділу разом із ЗСУ виконують завдання у гарячих точках на багатьох напрямках. Бригада звільняла більшість територій на Харківщині, Кремінну, Сватове, Кліщіївку, брала участь у боях поблизу Курдюмівки, Майорська, Богданівки. А нині тримає оборону переважно на Бахмутському напрямку.
До складу «Люті» входять воїни з різних областей України. У ній воюють і майже 70% складу бійців розформованого батальйону патрульної служби поліції особливого призначення «Полтава». А загалом у прифронтових і фронтових регіонах вже задіяні 35 тисяч поліцейських. Нині триває розширення бригади, тож планується залучити ще кілька тисяч бійців.
4 лютого 2024 року Міністерство внутрішніх справ у співпраці з Міністерством освіти і науки та Національною поліцією створили проєкт «Офіцери Служби освітньої безпеки» для захисту дітей в умовах війни та формування повноцінного безпекового середовища після її завершення. Ідея посилити захист виникла, в тому числі, через збільшення випадків виявлення фактів обігу незаконної зброї та боєприпасів.
Міністр внутрішніх справ України Ігор Клименко наголосив, що офіцер Служби освітньої безпеки - це не охоронець, а фаховий посадовець, який разом з адміністрацією навчального закладу відповідатиме за весь комплекс безпекових заходів, починаючи з допуску дітей до приміщення школи. Також він повідомив, що вукраїнських навчальних закладах на службу уже заступили 480 офіцерів освітньої безпеки.
25 червня 2024 року Голова Нацполіції Іван Вигівський повідомив, що з метою виконання бойових завдань та відсічі нападу ворога в структурі Національної поліції розпочато формування трьох зведених стрілецьких бригад загальною штатною чисельністю 8 тисяч поліцейських.
Перша зведена Бригада поліції особливого призначення створена на базі Департаменту превентивної діяльності, друга – зведена Бригада Департаменту патрульної поліції «Хижак», і третя – зведена Бригада підрозділів поліції особливого призначення КОРД.
Більшість поліцейських, які формують кістяк новостворених бригад, вже мають бойовий досвід, а їх інструкторами стали елітні бійці з бригади «Лють».

### 10-та річниця (4 липня 2025)
4 липня 2025 року Національна поліція України відзначила 10 років від дня створення, підкресливши вагомий внесок кожного співробітника у безпеку держави. Міністр внутрішніх справ Ігор Клименко у своєму зверненні зазначив, що попри війну поліція забезпечила відчуття захищеності для громадян, а чимало правоохоронців брали участь у бойових та стабілізаційних операціях, захищали населення і несли службу на передовій. За мужність і самовідданість працівники поліції отримали державні та відомчі нагороди, серед яких ордени «За мужність», Данила Галицького, медалі «За врятоване життя» та спеціальні звання. Цей ювілей підкреслив значну інституційну трансформацію Нацполіції: реформу структури, створення спеціалізованих підрозділів, впровадження цифрових сервісів та модернізацію підходів. Попри досягнення, залишаються виклики — кадровий дефіцит, нерівномірність реформ у регіонах, а також поодинокі випадки корупції. Водночас рівень довіри громадян до поліції суттєво зріс порівняно з довоєнним періодом.

## Інциденти
- 24 листопада 2015 Василя Паскала, колишнього керівника Департаменту карного розшуку МВС України, призначили заступником голови Національної поліції та присвоїли йому звання Генерала поліції другого рангу[45]. Це викликало неабияке обурення громадськості, оскільки громадськість вважає його причетним до переслідування учасників Євромайдану, фабрикування справ проти Павліченків, Поліщука та Медведька, систематичних переслідувань націоналістів[46]. 27 листопада активісти Громадського люстраційного комітету провели акцію протеста біля будівлі головного управління МВС з вимогою звільнити Паскала. 28 листопада міністр внутрішніх справ Арсен Аваков відкинув всі звинувачення на адресу Василя Паскала та заявив що вважає його «найчеснішим міліціонером з тих, кого він знає»[47], але попри це 29 листопада Василь Паскал добровільно пішов у відставку[48].
- Наприкінці листопаду 2015 користувачі соцмереж виявили на сторінці працівника патрульної поліції Києва Олексія Савкіна пости, в яких він критикував Євромайдан ти виражав підтримку «Беркуту»[49]. Це отримало великий розголос в соцмережах і користувачі вирішили перевірити сторінки інших поліцейських. Під час цієї перевірки виявили ще близько десятка поліцейських з різних міст з антимайданівськими, сепаратистськими або проросійськими поглядами[50]. Їх було відсторонено від служби для службової перевірки, після чого деяких з них звільнили[51].
- 26 серпня 2015 міліція на трасі в Рівненській області зупинила новопризначеного голову патрульної поліції Львова Юрія Зозулю за перевищення швидкості. Про цей випадок написали в ЗМІ. Згодом з'ясувалося, що це не далеко не перше його порушення правил дорожнього руху. Та навіть більше, з'ясувалося що Зозулю оштрафували на 1700 гривень за незаконне перевезення через кордон медикаментів, що містили наркотичні речовини[52]. Сам Зозуля пояснив це тим, що він віз ліки для бійців АТО.
- В ніч з 6 на 7 лютого поліцейський Сергій Олійник відкрив вогонь по машині BMW, яку він довгий час переслідував, і вбив 17-літнього Михайла Медведєва, який був пасажиром в цьому автомобілі[53]. Думка суспільства щодо цієї події кардинально розділилася[54]: одні вважали, що поліцейський скоїв злочин[55], інші вважали, що поліцейський діяв адекватно через велику суспільну небезпеку «п'яного безкарного мажора»[56]. Також, в суспільстві були сумніви, чи був хлопець «мажором» чи «простим хлопцем». Ситуація стала ще більш суперечливою, коли з'ясувалось, що Олійник працював слідчим під час Євромайдану, та скоріш за все, був причетним до переслідування протестувальників[57]. Проти Сергія Олійника почали кримінальну справу[58].
- 25 квітня 2016 у Києві звільнили поліцейського, який вивісив в автомобілі освіжувач повітря — шеврон із написом «Беркут» на тлі триколору[59]. Андрій Крищенко, керівник Головного Управління Національної поліції в місті Києві підписав наказ про звільнення співробітника Дарницького райуправління поліції через символіку т.з. 3-ї ОМСБР «Беркут» ДНР, яку виявили журналісти в його власному автомобілі з вінницькими номерами. Було призначено службове розслідування, результати якого направлені в ГПУ та СБУ[60].
- 14 серпня 2016 року у Києві на Оболоні патрульними був зупинений автомобіль, яким в стані алкогольного сп'яніння керувала діюча співробітниця Департаменту поліції. Дівчина-водій з явними ознаками алкогольного сп'яніння відмовлялася показувати документи і називати свої особисті дані. Через деякий час особу дівчини все ж встановили, але проходити тест на стан алкогольного сп'яніння вона категорично відмовилася. Так само було встановлено, що дана особа повинна являти собою фактичну співробітницею Патрульній поліції[61].
- В ніч з 23 на 24 серпня 2016 року у райцентрі Криве Озеро Миколаївської області співробітники місцевого відділення поліції забили до смерті чоловіка на очах в його дружини і дітей. Після затримання прокуратурою підозрюваних поліцейських кілька сотень місцевих мешканців зібралися, аби висловити свій протест проти свавілля поліції.[62][63] Як вказують деякі ЗМІ, крім побоїв, один з поліцейських нібито стріляв по чоловіку, на якого були одягнуті наручники, з травматичного пістолету.[64]
- В ніч з 29 на 30 серпня 2016 року в центрі Миколаєва двоє молодих людей почали вчиняти протизаконні дії. Перехожі викликали поліцію, але коли поліція приїхала, то не намагалась зупинити правопорушення[65]. Свідки цих подій зняли це на відео та виклали в інтернет. Це спричинило великий розголос. Почала поширюватись думка, що поліція не вчиняла спроб зупинити правопорушення через те, що порушники були «мажорами». Також існувала думка, що поліцейські боялися застосовувати силу через інцидент Кривому Озері тижнем раніше. Наступного дня, 31 серпня 2016, голова департаменту патрульної поліції України Євген Жуков заявив, що проти присутніх на місці подій поліцейських розпочате службове розслідування і скоріш за все вони будуть звільнені[66].
- 4 грудня 2016 року у селі Княжичі сталася перестрілка між працівниками національної поліції та піродзділу КОРД з одного боку та працівниками Броварського міжрайонного відділу поліції охорони з іншого, які помилково прийняли працівників МВС, що слідкували за злочинцями, та відповідно охоронного агентства за злочинців. У наслідок сутички загинуло 5 правоохоронців: начальник відділу управління КОРД Головного управління Національної поліції в м. Києві, 2 оперативних працівники Головного управління Національної поліції в м. Києві та 2 молодших інспектори Броварського міжрайонного відділу Управління поліції охорони.[67][68]
- Дружина заступника керівника Нацполіції Ігоря Купранця займається нелегальним бізнесом у Чорнобильській зоні. Її компанія «Енівей» виготовляє дерев'яні пелети для опалення, виробничий цех розташовано у селі Вільча, він працює з 2014-го року. Офіційно село було виселено під час евакуації людей після Чорнобильської катастрофи[69][70].
- 31 липня 2018 року було здійснено замах на громадську активістку Катерину Гандзюк. Невідомий облив її концентрованою сульфатною кислотою.[71] Поліція спочатку кваліфікувала цей злочин лише як хуліганство, а після її смерті 4 листопада 2018 перекваліфікувала злочин на умисне вбивство.[72] Громадськість неодноразово звинувачувала Національну поліцію, разом із СБУ та ГПУ, у бездіяльності, затягуванні слідства та покриванні виконавців та замовників злочину.[73][74] Особливо велика хвиля критики на адресу Національної поліції виникла одразу після смерті активістки.[75][76] Також, невдовзі після нападу, поліція заарештувала Миколу Новікова за напад на Гандзюк, але під тиском суспільства, яке з'ясувало що він непричетний до злочину, була змушена його відпустити.[77] Сама Катерина Гандзюк, за життя звинувачувала херсонських високопосадовців поліції в корупції.[78][79]. Ця справа набула міжнародного розголосу.[80]
- 31 травня 2019 — в Переяславі-Хмельницькому з вогнепальної зброї було випадково смертельно поранено в голову 5-річного Кирила Тлявова (хлопчик помер у лікарні Києва 3 червня). За підозрою було затримано у стані алкогольного сп'яніння двох місцевих поліцейських. Загибель дитини викликала акції протесту під адмінбудівлями НПУ, а також вимоги відставки голови Нацполіції Сергія Князєва і Міністра МВС Авакова. 3 червня було відсторонено керівництво райвідділку поліції, 4 червня подав у відставку начальник ГУНП у Київській області Дмитро Ценов. Поліцейські Іван Приходько та Володимир Петровець знаходились не на службі, а «відпочивали» в компанії, стрілявши по бляшанках з неслужбової зброї.[81]
- 11 січня 2020 в Борисполі поліцейський на службовому авто насмерть збив пішохода, що переходив неосвітлену дорогу[82].
- 4 червня 2020 в Павлограді на Дніпровщині було викрито банду з щонайменше семи поліцейських, організовану начальником місцевого відділення Дмитром Сердюком. Банда складалася з поліцейських, що займались виготовленням, зберіганням та розповсюдженням наркотиків. Діяла щонайменше з 2018 року[83].

### Інцидент за участі поліцейських 9 травня 2017 року
8-9 травня 2017 року поліція Дніпра була переведена на посилений режим несення служби, центр міста патрулював кавалерійский взвод. Всього під час мітингів було залучено 30 тисяч поліцейських та представників. 9 травня 2017 року під час масових заходів в деяких містах України поліція дуже жорстко займалась розгоном мітингувальників. Зокрема, у Дніпрі та Києві було побито і заарештовано більше 20 осіб, частина з яких — ветерани АТО. В Дніпрі поблизу приміщення цирку поліцейськими було необгрунтовано побито і затримано 13 активістів, які відмовились показати поліції вміст наплічників. Згодом їх було відпущено.
Замість захисту правопорядку та врегулювання конфліктів між сторонами, окремі співробітники поліції з невідомих на даний момент причин діяли в інтересах проросійськи налаштованих учасників акцій і «тітушок». Окрім того, за даними журналістів, поліцейські не реагували на дії осіб спортивної статури, які мали на одязі наклейки для розпізнавання оранжевого кольору.
У Дніпрі невідомі особи, що охороняли агітаційні палатки «Опозиційного блоку», почали бійку з іншими учасниками акцій. Для розгону учасників поліцейські використовували кийки, сльозогінний газ, намагались знищувати відеотехніку, якою знімали їхні дії. Під час зіткнень було травмовано як мінімум 11 осіб, двох забрала швидка, у однієї людини — критично важка черепно-мозкова травма. Натомість, тітушки, що займались агітацією і провокаціями у натовпі, не були затримані поліцейськими. Це викликало бурхливий резонанс у суспільстві.
За даними начальника Дніпровської поліції Андрія Бідила, під час масових заходів 9 травня було затримано 25 осіб і порушено дві кримінальні справи. За даними поліції, сутички відбувались в основному між людьми під прапорами політичної партії «Соціалісти» і патріотично налаштованими громадянами. Було травмовано 6 поліцейських в Дніпрі, по одному — у Києві та Запоріжжі.
Про причини надмірної жорстокості дій поліцейських і вибіркову увагу до мітингувальників жодних коментарів надано не було. Нардеп Антон Геращенко заявив, що під час роботи поліціейські порушили закон України «Про поліцію», а також що між керівництвом «Опозиційного блоку» і керівництвом місцевої поліції була домовленість щодо дій поліцейських.
10 травня було призначено службове розслідування щодо правомірності подібних дій поліції. Генпрокурор Луценко заявив, що проводиться розслідування «ганебної співпраці працівників нацполіції з тітушками». Як заявив Аваков, після «інцидентів» в Дніпрі мали бути звільнені:
- начальник управління поліції області генерал Репешко;
- начальник міського управління поліції полковник Бідило.

До Дніпра 10 травня було направлено комісію для службового розслідування подій, а його результати мають бути оприлюднені.

### «Протидія» гральному бізнесу
20 грудня 2019 СБУ викрила нелегальний гральний бізнес у Києві, Дніпрі, Львові, Одесі, Харкові та Запоріжжі, було проведено 57 одночасних обшуків. Цей бізнес провадився під захистом та контролем так званих правоохоронців. Було відкрито кілька кримінальних проваджень (ч. 1 ст. 203-2, зайняття гральним бізнесом, ч. 2 ст. 364, зловживання владою або службовим становищем, що спричинило тяжкі наслідки) ККУ.
До цього довгий час гральні автомати нелегально працювали в центрах багатьох міст під виглядом «державних лотерей» під захистом та наглядом НПУ та інших представників МВС. 20 грудня Кабмін заборонив розповсюдження лотерей на ліцензійних умовах, яким прикривались нелегальні казино. Керівник МВС Арсен Аваков та колишній генпрокурор Юрій Луценко тісно пов'язані з нелегальним гральним бізнесом, який намагались легалізувати депутати з «Слуги народу». 20 грудня Аваков розпорядився припинити роботу власного бізнесу (нелегальних казино) до 16:00 цього дня.